# 치아구 키리누
치아구 키리누 다 시우바 (Thiago Quirino da Silva, 1985년 1월 4일 ~ )는 브라질의 축구 선수이다. 현재 말레이시아 슈퍼리그의 FELDA 유나이티드 FC에서 활약하고 있다.

## 축구 경력

### 클럽 경력

#### 아틀레치쿠 미네이루
치아구 키리누는 1998년에 아틀레치쿠 미네이루에 입단하였고, 3년 후인 2001년에 정식 프로 계약을 맺었다. 이때 그의 나이는 불과 15세였다. 정식 리그 데뷔전은 2003년 2월 26일에 가졌다.

#### 유르고르덴 IF
2006년에 새 시즌을 앞둔 스웨덴 알스벤스칸의 클럽 유르고르덴 IF로 이적하였다. 계약 기간은 4년이었다. 그는 연습 경기에서 많은 골을 넣어 팬들의 기대를 샀으나 리그에서는 대부분 교체선수로 출전하였고, 단 한골을 넣었다. 2007 시즌 중반까지 그에게 주어진 기회는 거의 없었다. 그러나 15 라운드 IF 엘프스보리 전에서 주전 공격수의 부상으로 교체 출전하여 후반 43분에 동점골을 넣은 경기 이후에 그는 주전으로 자리잡았다. 이 시즌에 그는 13경기에서 8골을 넣었다. 2007 시즌 후반기의 기세를 이어 2008 시즌에도 그는 득점을 멈추지 않았는데 총 30경기에 출전하여 22득점을 올렸다.

#### 콘사돌레 삿포로
알스벤스칸 시즌이 끝나고 유르고르덴 IF는 치아구 키리누의 이적을 발표하였다. 새로운 소속팀은 일본의 콘사돌레 삿포로였으며, 그의 이적이 발표되었을 때는 이미 J리그 디비전 2로 강등된 후였다. 이적료는 약 250만 크로나로 알려졌다. 그는 총 두 시즌을 뛰며 65경기에서 21득점을 올렸다. 2년의 계약 기간이 끝나고 팀을 떠났다.

#### 대구 FC
2011년 1월 17일, 대구 FC가 그의 영입을 공식 발표하였다. 계약 기간은 1년이다.

### 국가대표 경력
2005년 그는 남미 청소년 선수권 대회에 참가할 브라질 U-20 대표로 차출되었다. 조별 리그부터 결승전까지 총 8경기에 출전하여 3골을 기록하였다. 브라질은 준우승에 그쳤지만 2005년 FIFA 세계 청소년 축구 선수권 대회 자동으로 출전자격을 획득하였다.
남미 청소년 축구 선수권에서의 활약으로 그는 2005년 FIFA 세계 청소년 축구 선수권 대회 대표에도 뽑힐 수 있었다. 나이지리아, 대한민국, 스위스와 함께 같은 조에 편성된 브라질은 2승 1무로 쉽게 16강에 진출하였지만 키리누는 나이지리아 전에서 후반 29분에 교체 출전하여 많은 출전 기회를 갖지 못하였다. 16강 시리아 전에서는 나오지 못하였고, 8강 독일과, 4강 아르헨티나, 3, 4위전 모로코와의 경기에서 교체로 모두 출전하였다.